# Wonder Woman (Terra-Due)
Wonder Woman di Terra-Due è un personaggio immaginario dei fumetti della DC Comics retconnessa dalle storie del personaggio omonimo realizzate da William Moulton Marston e sua moglie Elizabeth Holloway Marston.

## Storia editoriale
Questa nuova versione del personaggio esordì su All-Star Comics n. 8 (dicembre 1941) a seguito della decisione della DC Comics di stabilire un multiverso comune all'interno dell'insieme di storie da essa pubblicate al fine di dare coerenza al fatto che i personaggi fossero attivi durante la seconda guerra mondiale ed essere ancora giovani negli anni sessanta del XX secolo.
Il personaggio comparve primariamente come un personaggio individuale separato dalla Wonder Woman della continuity principale (nota ora anche come "Wonder Woman di Terra-Uno") dopo l'alleanza di Jay Garrick e Barry Allen. Tecnicamente la Wonder Woman di Terra-Due molti mesi prima in un cameo presente in un solo pannello.
Come la maggior parte delle incarnazioni più mature di Terra-Due dei personaggi DC, questa versione di Wonder Woman era un'eroina semi-ritirata dalla carriera eroica e nelle storie successive in cui ricomparve si rivelò la sua vera età. Quando ricomparve nelle storie successive della Justice League fu mostrata avanti con gli anni, i capelli ingrigiti e le rughe.
Continuò a comparire in numerose storie successive ambientate su Terra-Due incluso nella serie multi-generazionale "Infinity, Inc.", dove comparve anche sua figlia Fury.
Lei e la sua versione della Terra furono eliminate in una storia che coinvolse tutto l'Universo DC, Crisi sulle Terre infinite. Dopo la fine di questa serie, ascese al Monte Olimpo del suo mondo con suo marito, il Generale Steve Trevor, e ottenne la divinità. Anche se Diana Trevor fu eliminata dalla storia a causa del risultato del racconto, sua figlia non lo fu. Più avanti fu spiegato  che Fury, o Lyta Trevor, era la figlia della Fury della Seconda Guerra Mondiale di Nuova Terra (Helena Kosmatos).
La Diana Trevor di Terra-Due ricomparve sulla Terra della linea principale della DC in una storia successiva di nome Crisi infinita, ma solo come comparsa in veste di spirito. Scomparve poi dall'esistenza dopo aver parlato alla sua nuova controparte.
Ci fu poi un'ennesima storia dal titolo 52, dopo la cui fine furono reintrodotte delle nuove versioni dei personaggi di Terra-Due pre-Crisi. Questi personaggi erano separati dalle loro versioni pre-Crisi di Terra-Due anche se avevano parecchie somiglianze con le loro versioni precedenti. La Wonder Woman post-Crisi di Terra-Due fu menzionata da sua figlia Fury anche se non comparve fatta eccezione per un'immagine di riferimento presa prima della morte di Bruce Wayne e della scomparsa del loro Superman. La Wonder Woman post-Crisi di Terra-Due si ritirò formalmente dalla Justice Society della sua Terra e si presume che sia la Regina corrente delle Amazzoni, cosa che non accadde mai alla Diana Trevor di Terra-Due prima di ascendere al Monte Olimpo per divenire una dea insieme al marito.
Un nuovo parallelo di questo personaggio è in procinto di comparire nella serie del 2012 Earth-2. La Wonder Woman di Terra-Due post-Flashpoint è l'unica Amazzone sopravvissuta della sua Terra. Non fu rivelato cosa accadde al resto delle Amazzoni di Terra-Due post-Flashpoint.

## Biografia del personaggio
La Principessa Diana dell'Isola Paradiso - la Wonder Woman di Terra-Due - fu membro dell'All-Star Squadron e subito dopo divenne segretaria (dopodiché membro a tutti gli effetti) della Justice Society of America. Come Diana Prince, lavorava al Dipartimento della Guerra degli Stati Uniti come assistente dell'ufficiale dell'intelligence Steve Trevor. Decenni più tardi, lei e Trevor si sposarono ed ebbero una figlia di nome Lyta (anche nota come Fury). Anche se Diana fu retconnessa fuori dall'esistenza a causa degli eventi di Crisi sulle Terre Infinite e All-Star Squadron n. 60, fu successivamente ricostituita nella continuità presente.

### Primi anni
Diana, Principessa delle Amazzoni di Terra-Due nacque sulla mistica Isola Paradiso numerosi secoli prima che fosse conosciuta come Wonder Woman. Isolata dalla crudeltà e dalla corruzione degli uomini e dei loro modi, le Amazzoni vissero in pace e lavorando apertamente solo e con l'obbedienza alla volontà degli dei dell'Olimpo. Desiderando un figlio, Ippolita la Regina delle Amazzoni, chiese agli dei di esaudire il suo desiderio e di tramutare la sua perfetta statua di creta in una bambina vera. Disposti ad esaudire la richiesta di Ippolita, gli dei cedettero e animarono la statua con vita vera che, trasformatasi in una ragazzina, subito saltò giù dal piedistallo e corse verso le braccia della madre. Ippolita la chiamò Diana, come la dea della Luna, che divenne sua nonna.
Soddisfatta della bambina, Ippolita cominciò a crescerla come un'Amazzone con tutte le regalità e i privilegi della regalità della madre. Diana sarebbe invecchiata lentamente e avrebbe smesso di invecchiare dopo aver raggiunto l'età adulta come per tutte le Amazzoni. Diana avrebbe continuato ad eccellere fino a sorpassare la maggior parte delle sue sorelle Amazzoni in intelligenza e abilità, poteva correre più veloce dei cervi all'età di cinque anni, e sradicare un albero all'età di tre anni.
Diana continuò con la sua vita fino al fatidico giorno in cui il Capitano Steve Trevor non si schiantò sull'Isola Paradiso. Non avendo mai visto un uomo vero prima, Diana fu immediatamente attratta dalla bellezza dell'uomo nonostante le sue numerose ferite. Violando le regole dell'Isola a proposito dell'interagire con gli esterni, Diana portò l'inconscio Capitano tra le Amazzoni nel tentativo di salvargli la vita. Pregando sua madre di salvarlo, Ippolita acconsentì e utilizzò il Raggio Viola guarente della vita su Trevor salvandogli la vita riportandolo indietro dai morti.
Scoprendo che il mondo esterno era ingaggiato in una guerra mondiale, Diana volle partecipare per fermare la guerra. Ippolita rifiutò affermando che lei e le altre non dovevano rimanere coinvolte nelle faccende esterne. Ma quando le dee Afrodite e Atena comparvero ad Ippolita le dichiararono che era ora per le Amazzoni di viaggiare nel "Mondo degli Uomini" e combattere il male dei Nazisti poiché Ares si sentiva padrone del mondo ora completamente in guerra, e Afrodite decise di aiutare l'America a vincere affermando che era l'"ultima cittadella della democrazia" (era naturalmente inaccurato, poiché la Gran Bretagna era ancora libera). Fu tenuto un torneo per determinare quale Amazzone sarebbe stata la vincitrice. Anche se Ippolita le proibì di partecipare al torneo, la Principessa Diana partecipò lo stesso, celando l'identità con una maschera. Dopo aver vinto tutte le gare, Diana rivelò la sua identità alla madre con il cuore spezzato che temeva di non rivedere mai più sua figlia.
Dopo aver vinto il torneo e aver rivelato la sua identità, la Regina Ippolita acconsentì e permise a sua figlia di indossare il costume di Wonder Woman e viaggiare nel mondo esterno. Diana riportò Steve Trevor negli Stati Uniti e adottò l'identità di un'infermiera della milizia degli Stati Uniti di nome Diana Prince così che sarebbe potuta restare vicino a Steve mentre si riprendeva dalle sue ferite. Lo fece contrapponendosi ad un agente giapponese.
Nel frattempo, la Principessa Diana cominciò ad operare pubblicamente come Wonder Woman. Nella sua identità di Diana Prince, si unì ai militari statunitensi con il rango di tenente e divenne la segretaria del colonnello Darnell, anche se occasionalmente riprendeva i suoi doveri infermieristici. Successivamente tornò la vera Diana e cercò di prendere il ruolo della sua controparte mentre suo marito inventore attraversava un periodo di guai finanziari vendendo la sua nuova arma ai militari. Wonder Woman salvò Diana quando la ragazza fu rapita da un agente giapponese che tentò di ottenere l'arma, e dopo che quest'arma si dimostrò funzionante Diana Prince cominciò ad utilizzare il suo nome da sposata, lasciando che Wonder Woman rimanesse nella sua identità.
Continuò ad agire in questa posizione combattendo il crimine al fianco della Justice Society of America (Terra-Due) come loro primo membro femminile anche se le sue mansioni furono regolate a doveri "sottomessi", agendo più che altro come segretaria del gruppo nonostante la sua forza e le sue abilità fossero ben oltre le possibilità umane, e in qualche modo la JSA venne a sapere della sua identità, cosa che Hawkman le rivelò. Fu mostrata mentre batteva a macchina i dettati della squadra con il costume di Wonder Woman. Diana si sarebbe aggiunta alla squadra quando si riformò la All-Star Squadron e si espanse.
Diana continuò a combattere il crimine anche dopo la fine della Seconda Guerra Mondiale e resistette al richiamo della sua Isola natia dopo la guerra, preferendo rinunciare all'immortalità che lasciare una vita indipendente e un'identità personale.

### Matrimonio
Durante gli anni cinquanta, Diana fu in grado di continuare ad operare come super combattente del crimine in quanto ammise di non avere un'identità segreta e affermò di essere un'Amazzone leggendaria, a differenza di numerosi altri eroi mascherati che erano costretti o a rivelare la loro identità segreta o a cessare di operare per ordine del comitato di Attività non-America del governo federale. Questo certo non fu veramente accurato da parte di Diana poiché continuò ad utilizzare l'alias di Diana Prince.
Fu durante gli anni '50 che Diana cominciò ad esplorare il suo interesse romantico nel suo partner di combattimento al crimine da lungo tempo, il colonnello Steve Trevor. Dopo un periodo di corteggiamento, Diana si rivelò a Trevor come Wonder Woman. Inizialmente sorpreso della rivelazione, Trevor e Diana si sposarono. Diana si sarebbe poi ritirata dal dovere attivo della milizia statunitense e decise di diventare una casalinga e di crescere la loro figlia, Hippolyta "Lyta" Trevor, chiamata così come la madre di Diana.

### Avventure successive
Diana sarebbe rimasta attiva come combattente del crimine, addirittura riunendosi alla nuova Justice Society of America negli anni sessanta, e fu uno dei membri della squadra ad essere posta in animazione sospesa da parte del criminale immortale nemico della JSA Vandal Savage, e liberati poi da Bart Allen. Decise di passare il suo tempo più che altro crescendo sua figlia e di rimanere a casa a fare la madre. Fu durante questo periodo che la Diana di Terra-Due incontrò la sua controparte più giovane di Terra-Uno. Più avanti fu chiamata alle armi dal dio Mercurio insieme agli eroi di Terra-Uno, Terra-Due e Terra-S per contrastare l'uomo bestia King Kull che intendeva spazzare via l'umanità su tutte e tre le Terre dopo aver catturato gli Anziani che diedero i poteri alla Famiglia Marvel. Aiutò a fermare la Regina Clea, uno dei suoi scagnozzi, prima che si appropriasse della Atlantide di Terra-Due in una storia che coinvolse anche la Squadron of Justice. Le due Wonder Women divennero grandi amiche invitando occasionalmente la giovane Amazzone su Terra-Due a godersi un pasto fatto in casa preparato dal Generale Trevor, mentre le due donne avrebbero scherzato tra loro, con la Wonder Woman di Terra-Uno che commentava scherzosamente sul fatto che avrebbe voluto riportare il più maturo Generale Trevor ad insegnarle il suo modo di agire, mentre la Wonder Woman di Terra-Due avrebbe voluto dare una vera minaccia per lo scoppio della Seconda Guerra Mondiale, indicando così i suoi giorni lontani nel passato, come affermato durante la cena avuta dalle due donne.

### Crisi sulle Terre infinite
Diana continuò il suo ruolo come statista anziana tra le comunità di supereroi finché la "Crisi sulle Terre Infinite" non giunse su Terra-Due e cancellò tutta l'esistenza dalla realtà. Diana combatté al meglio e fu protetta dalla cancellazione alla fine della Crisi ascendendo al Monte Olimpo insieme al marito, e furono entrambi cancellati e dimenticati dalla storia della Terra Primaria, diversamente da loro figlia che rinvenne nel nuovo universo per essere la figlia di Helena Kosmatos (Fury della Seconda Guerra Mondiale).

### Crisi infinita
Mentre la nuova Wonder Woman post-Crisi stava attenuando una rivolta a Boston, fu interrotta da una donna che ella inizialmente credette essere sua madre Ippolita. Questo accadde perché Ippolita divenne la Wonder Woman della Golden Age a causa del viaggio nel tempo nella sua continuità. Tuttavia, l'intrusa si identificò come la Wonder Woman di Terra-Due, Diana Prince, che lasciò volontariamente il Monte Olimpo al fine di fornire a Diana vitali informazioni e una guida. Avvisò la sua controparte post-Crisi di essere "l'una cosa che non sei stata da lungo tempo...umana". Volle anche che Diana intervenisse urgentemente in un combattimento che stava avendo luogo in quel momento tra il Superman della Modern Age e la sua controparte, Kal-L. Avendo lasciato il Monte Olimpo, e senza più la benedizione degli dei, Diana Prince svanì.

### The New 52
Dopo il rinnovamento dell'Universo DC del 2011, la DC annunciò una nuova serie di Earth-2 ambientata su una nuova versione reimmaginata di Terra-Due e fu confermata la presenza di una nuova Wonder Woman. Fu confermato che la Wonder Woman di Terra-Due post-Flashpoint era l'ultima Amazzone nella sua realtà e che come risultato era molto più violenta e acida. Fu uccisa da Steppenwolf nella battaglia per la Terra contro Apokolips quando tentò di guadagnare del tempo per Bruce Wayne.

## Poteri e abilità
La Wonder Woman di Terra-Due possiede super velocità, forza, agilità e accuratezza. La sua agilità e la sua velocità super umane erano al pari di quelle del dio Mercurio ma solitamente inferiori a quelle del Flash di Terra-Due pre-Crisi (Jay Garrick) come mostrato durante la sua battaglia proprio contro Garrick quando si ritrovò sotto la possessione del Flusso di Spietatezza. Fu in grado di saltare circa 1220 metri, un record per le Amazzoni.
Originariamente era immortale. Ma al fine di rimanere nel "Mondo degli Uomini" dopo la missione fu condannata dalla madre, doveva abbandonare la sua immortalità per restare nella sua area scelta e cominciare ad invecchiare come un normale essere umano.
Possedeva anche l'abilità di scivolare sulle correnti d'aria. Necessitava delle correnti d'aria per questa impresa e aveva bisogno di trovarsi ad un'altezza maggiore del luogo in cui voleva dirigersi proprio per planare nel vento. NON poteva saltare e spiccare il volo e avvalersi di questa abilità, a differenza di Kal-L che poteva alzarsi in volo da posizione eretta e stabile. Raramente utilizzò questa abilità, preferendo avvalersi del suo aereo invisibile per viaggiare attraverso lunghi percorsi e ad alte velocità.
Grazie alla forza di Ercole, la Wonder Woman di Terra-Due possedeva una forza super umana ad un livello tale che le permetteva di spostare una porta blindata d'acciaio dai suoi cardini e di sollevare un elefante senza sforzo. Per quanto potesse essere estensivamente potente era però sempre inferiore alla superiore potenza dal Superman di Terra-Due pre-Crisi, Kal-L. Era molto più resistente di un essere umano, infatti una scarica elettrica che avrebbe ucciso un uomo la avrebbe semplicemente resa incosciente. Diana dimostrò spesso di conoscere tutte le lingue terrestri, così come di conoscere la scienza avanzata. Una volta fu ipnotizzata dal fratello di Etta Candy, Mint, anche se il lazzo magico (a differenza della versione Moderna) permetteva di avere il controllo completo sulla mente altrui, e una volta riuscì addirittura a ipnotizzare una persona perché avesse un'altra identità. Il suo addestramento Amazzone le fornì abilitò combattive nel corpo a corpo estremamente approfondite, in particolare riguardo al wrestling e alla sottomissione degli avversari. Fu anche in grado di comunicare telepaticamente con le Holiday Girls utilizzando una radio mentale, che fu utilizzata anche da Etta Candy, e aveva una conoscenza tale della psicologia da calmare ogni mente. Ebbe anche un udito magnetico grazie ai suoi orecchini, che le furono donati dalla fata Venusiana, la Regina Desira, perché fermasse Metor Man dall'attaccare il pianeta, e permettendole di contattarla.

## Trasposizioni in altri media

### Televisione
- Wonder Woman (1976): ebbe il suo episodio pilota da un'ora trasmesso dalla rete statunitense ABC (dopo il successo del film del 1975, The New Original Wonder Woman). Lynda Carter fu incaricata del ruolo principale, mentre Lyle Waggoner divenne Steve Trevor. Utilizzando l'epoca della Seconda Guerra Mondiale come ambientazione durante la prima stagione, la serie presentò numerosi elementi dei miti della versione Golden Age/di Terra-Due di Wonder Woman, inclusi: l'atterraggio di fortuna di Trevor sull'Isola Paradiso, la vincita del torneo da parte di Diana e la sua partenza verso il Mondo degli Uomini (via aereo invisibile), e l'identità segreta dell'Amazzone al Dipartimento della Guerra come Diana Prince. La maggior parte dei criminali e dei suoi nemici, poi, furono nazisti o simpatizzanti del regime nazista. Nonostante le forti valutazioni, la ABC fu messa in stallo per la preparazione della seconda stagione, causando alla frustrata compagnia di produzione (Warner Bros.) di dover offrire Wonder Woman alla CBS. Mentre la ABC vacillava, la CBS acconsentì a prendersi la serie - alla condizione che l'ambientazione fosse cambiata al presente (gli anni settanta). Il titolo fu cambiato in The New Adventures of Wonder Woman, e la serie continuò fino alla sua cancellazione nel 1979.
- Challenge of the Super Friends (1978): la serie descrisse nel dettaglio le origini di Wonder Woman. Anche se i Superamici erano una versione adatta ai bambini della Justice League of America di Terra-Uno, l'episodio in questione affermò che la Principessa Diana vinse il torneo e partì per gli Stati Uniti nel 1941, cosa che coincide con la storia del personaggio della Golden Age/di Terra-Due[21].